# Вальберг, Юхан Аугуст
Ю́хан А́угуст Ва́льберг (швед. Johan August Wahlberg; 9 октября 1810 — 6 марта 1856) — шведский естествоиспытатель.

## Биография
Вальберг родился в 1810 году. Младший брат Петера Фредрика Вальберга. Когда Юхану Аугусту исполнилось 9 лет, умер его отец, а через два года и мать. Сначала мальчик брал частные уроки, а затем поступил в гимназию в Линчёпинге. В 1829 году начал изучать химию в Университете Уппсалы, но через год сменил специализацию на лесоводство и сельское хозяйство. В 1832 году Вальберг сопровождал энтомолога Карла Хенрика Бохемана в его поездке в Норвегию. В 1833 и 1834 годах путешествовал по Швеции и Германии, выполняя различные проекты по исследованию леса.
В период с 1838 по 1856 годы путешествовал по южной Африке, откуда послал в Швецию тысячи экземпляров животных и растений, в том числе крупных млекопитающих, таких как слоны, носороги, жирафы, а также тысячи видов птиц и более 8000 видов насекомых. При исследовании верхнего течения Лимпопо Вальберг был убит раненым слоном.
Так как сообщение о смерти ещё не поступило в Швецию, он был избран в октябре 1856 года членом Шведской королевской академии наук. Таким образом Вальберг стал единственным членом Академии, избранным посмертно.

## Эпонимы
Множество видов животных и растений были открыты Вальбергом и названы в его честь, среди них серебристый орёл (Aquila wahlbergi), крылан Вальберга (Epomophorus wahlbergi) и  гомофолис Вальберга (Homopholis wahlbergii), а также африканский богомол Pseudocrabothra wahlbergii.